# Szczecyn
Szczecyn este o arie protejată (sit de importanță comunitară — SCI) din Polonia întinsă pe o suprafață de 932,52 ha, integral pe uscat.

## Localizare
Centrul sitului Szczecyn este situat la coordonatele 50°48′53″N 22°01′49″E / 50.8148°N 22.0302°E.

## Înființare
Situl Szczecyn a fost declarat sit de importanță comunitară în octombrie 2009 pentru a proteja 1 specie de animale.

## Biodiversitate
Situată în ecoregiunea continentală, aria protejată conține 6 habitate naturale: Pajiști cu Molinia pe soluri calcaroase, turboase sau argilos-nămoloase (Molinion caeruleae), Fânețe de joasă altitudine (Alopecurus pratensis, Sanguisorba officinalis), Păduri de fag Luzulo-Fagetum, Păduri de stejar și carpen Galio-Carpinetum, Păduri aluvionare cu Alnus glutinosa și Fraxinus excelsior (Alno-Padion, Alnion incanae, Salicion albae), Păduri stepice euro-siberiene cu Quercus spp..
La baza desemnării sitului se află o specie protejată de  nevertebrate: Osmoderma eremita.